# Завети
„Завети“ е илюстровано списание за наука, изкуство и обществен живот от периода 1934 – 1940 г.
Списанието се издава в София на всяко 1-во и 15-о число от месеца, освен през месеците юли и август. Редактор е Никола Балабанов, издатели са той и Мирослав Минев.
В  него се публикуват статии по литература и изкуство от позициите на естетически формализъм и национална мистика, театрален и музикален преглед, рецензии, биографични очерци, културни новини и други.
Списание „Завети“ представлява сериозен съперник на сп. „Златорог“.